# 波科内
波科内是巴西马托格罗索州的一个市镇。总面积17260.861平方公里，总人口31106人，人口密度1.8人/平方公里。